# Jean Bernoulli
Pour les articles homonymes, voir Famille Bernoulli.
Jean Bernoulli, Johann Bernoulli, né le 27 juillet 1667 à Bâle où il est mort le 1er janvier 1748, est un mathématicien et physicien suisse. Il est le frère de Jacques Bernoulli et le père de Daniel, Nicolas et Jean.

## Biographie

### Enfance
Jean, né à Bâle, est le dixième enfant de Nicolas Bernoulli, un apothicaire, et de sa femme, Margaretha Schonauer. Son père souhaitait qu'il fît des études pour reprendre le commerce des épices de la famille, mais Jean Bernoulli n'avait pas de goût pour ce commerce et convainquit son père de lui permettre d'étudier plutôt la médecine à l'université de Bâle. Simultanément, Jean commença à étudier les mathématiques avec l'aide de son frère ainé Jacques. Tout au long de leur séjour à l'université de Bâle, les frères Bernoulli passèrent beaucoup de leur temps à étudier le calcul infinitésimal nouvellement découvert. Ils étaient parmi les premiers mathématiciens non seulement à étudier et comprendre le calcul infinitésimal, mais à l'appliquer à divers problèmes.

### Âge adulte

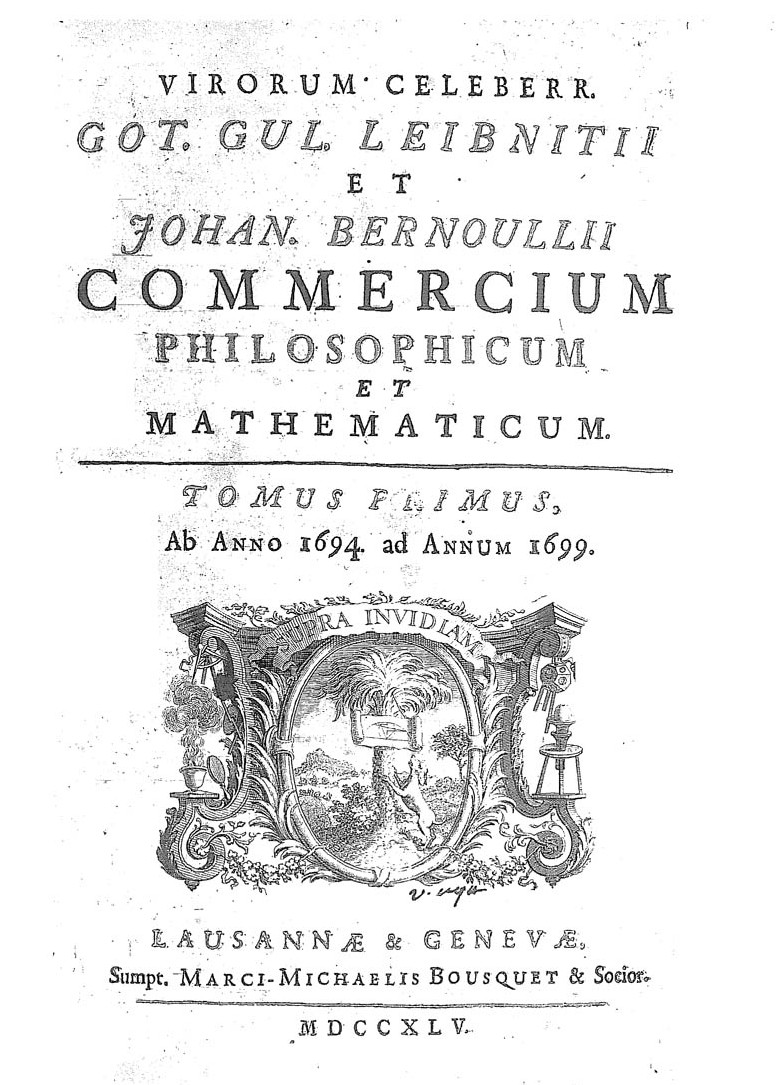
Commercium philosophicum et mathematicum avec Gottfried Wilhelm Leibniz, 2 vol. in-4°, Lausanne, 1745.

En 1690, il résolut le problème de la chaînette posé par son frère Jacques Bernoulli. La même année, il se rendit à Genève et un an plus tard à Paris. Partout il propageait l'analyse, alors nouvelle discipline mathématique. À Paris, il rencontra entre autres le Marquis de L'Hôpital, qui fut le premier à écrire en 1696 un manuel d'analyse.
En 1694, Bernoulli obtint son doctorat en médecine à Bâle.
Cette année-là, il épousa Dorothea Falkner et accepta un poste de professeur de mathématiques à l'université de Groningue. À la demande de son beau-père, Jean Bernoulli accepta de retourner dans sa ville natale de Bâle en 1705. Juste après son départ, il apprit la mort de son frère de la tuberculose. Jean Bernoulli avait prévu de devenir professeur de grec à l'université de Bâle après son retour, mais accepta le poste de professeur de mathématiques qu'occupait son frère ainé. Formé par ce dernier, il avait longtemps travaillé de concert avec lui à développer les applications du nouveau calcul infinitésimal inventé par Gottfried Wilhelm Leibniz mais la rivalité qui s’était ensuite créée entre eux, à l’occasion de la résolution de quelques problèmes, dégénéra en inimitié.
En 1693, il commença sa vaste correspondance avec Leibniz. En 1712, il a eu avec ce dernier une controverse sur la valeur du logarithme pour des valeurs négatives de l'argument. Après la mort de Leibniz, en 1716, il a été le principal représentant de l'analyse dans l'Europe continentale et a également pris le parti de Leibniz dans le conflit de priorité mené par les mathématiciens anglais partisans de Newton.
Jean Bernoulli a également été partisan de la théorie du vortex de Descartes face à la théorie de la gravitation de Newton. Cette prise de position a retardé la diffusion de la théorie de Newton en Europe continentale.
Il est devenu associé des Académies de Paris, de Londres, de Berlin et de Saint-Pétersbourg. Jean Bernoulli est devenu membre de la Royal Society le 1er décembre 1712.
Il a aussi contribué dans beaucoup de secteurs aux mathématiques y compris le problème d’une particule se déplaçant dans un champ de gravité (problème de la courbe brachistochrone). Il développa le calcul exponentiel en 1691. Il eut aussi la gloire de former Leonhard Euler.
Il compose de nombreux mémoires réunis sous le titre d'Opera omnia, Lausanne, 1742, 4 vol. in-4°.

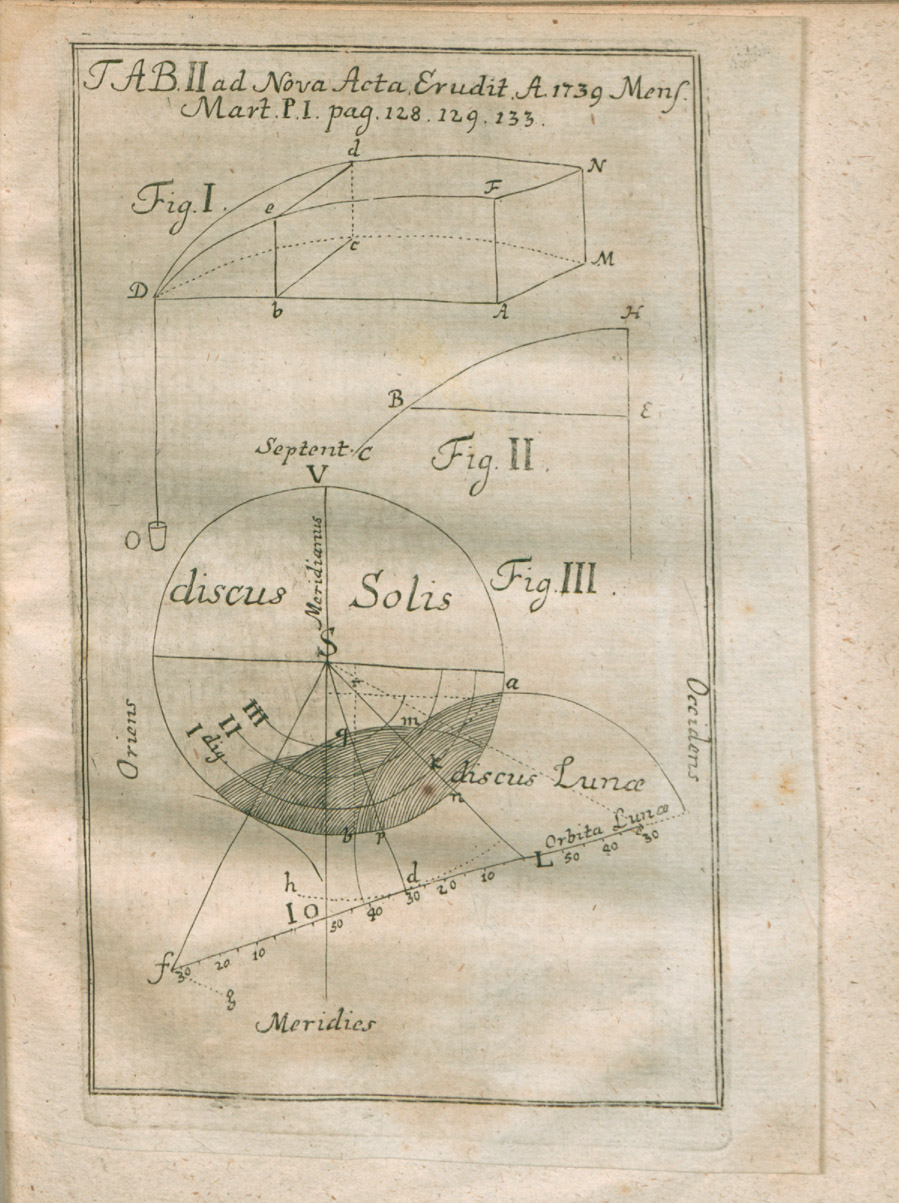
En haute illustration de la Dissertatio de ancoris critiqué dans les Acta Eruditorum du 1739.

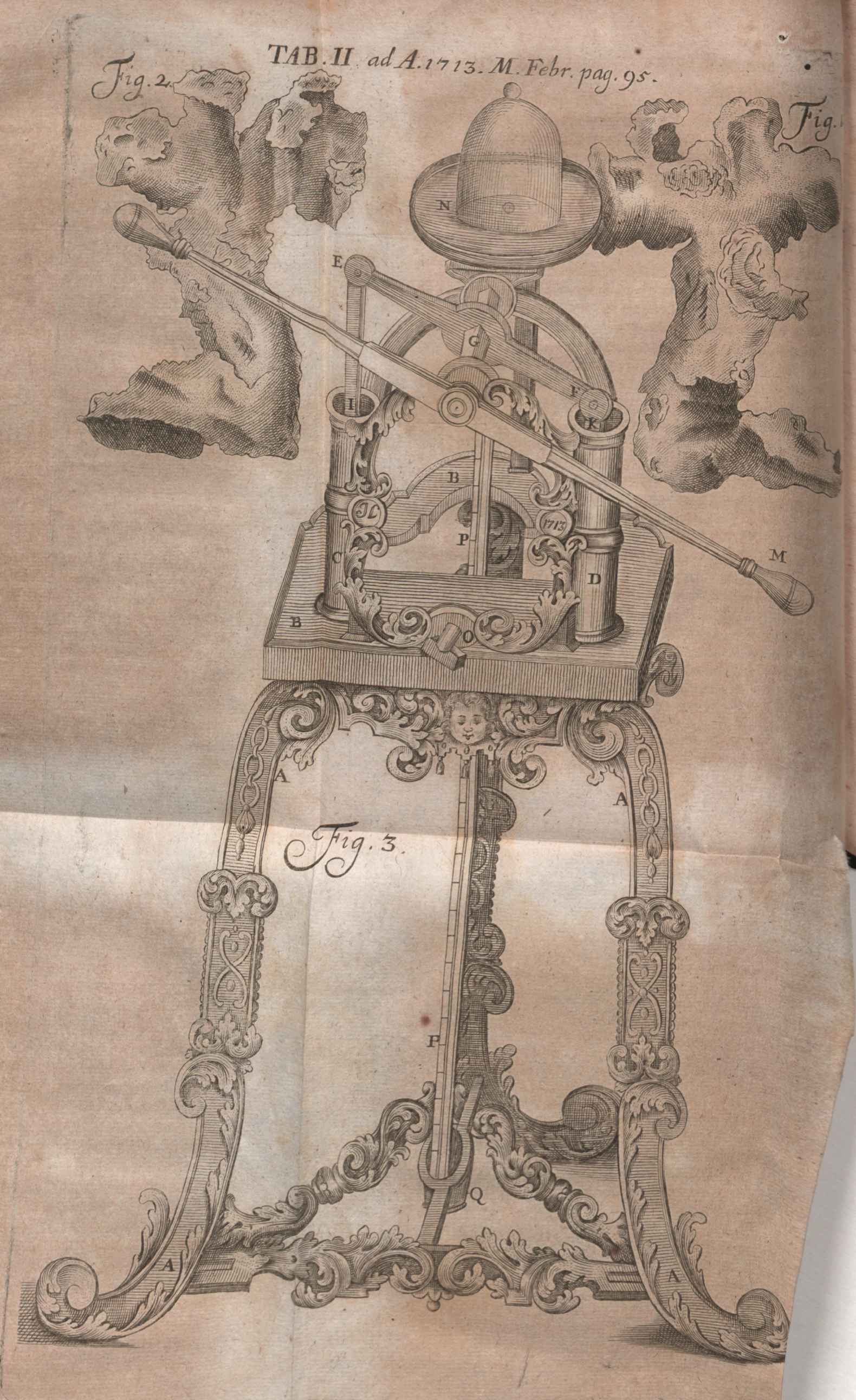
Illustration de la De motu corporum gravium... publié dans les Acta Eruditorum du 1713.

Il faut y joindre son Commercium philosophicum et mathematicum avec Gottfried Wilhelm Leibniz, 2 vol. in-4°, Lausanne, 1745.

## Descendance
Jean Bernoulli est l'arrière-grand-père de Jean-Henri Dollfus fils, mais également l'ancêtre direct des lauréats français du prix Nobel de physique Pierre Curie et Pierre-Gilles de Gennes.
Un de ses fils, Jean (1710-1790) alias Jean II, également mathématicien et membre de l'académie des sciences de Berlin, fut le traducteur en français du livre De la réforme politique des juifs (Strasbourg, 1782), écrit par le fonctionnaire prussien Christian-Wilhelm vom Dohm. Il inspirera Mirabeau pour son ouvrage Sur Moses Mendelssohn ou De la réforme politique des juifs (1787).

## Publications
- Opera omnia, t. I
- Opera omnia, t. II
- Opera omnia, t. III
- Opera omnia, t. IV

## Hommage
- Rue Bernoulli (Paris)

### Sources et bibliographie
- Marie-Nicolas Bouillet  et Alexis Chassang (dir.), « Jean Bernoulli » dans Dictionnaire universel d’histoire et de géographie, 1878 (lire sur Wikisource)
- Jean-Paul Grandjean de Fouchy, Éloge M. Bernoulli, dans Histoire de l'Académie royale des sciences - Année 1748, Imprimerie royale, Paris, 1752, p. 124-132 (lire en ligne)